# Tändare

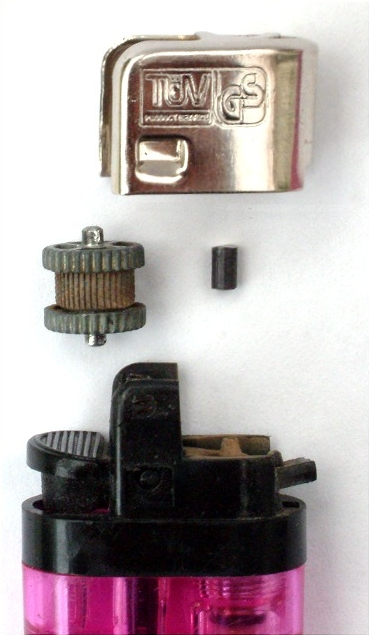
Demonterad cigarettändare.

Tändaren är en liten handhållen anordning för att skapa eld vid behov. Flertalet varianter använder bensin eller lägre kolväten (propan och butan) som bränsle. Bränslet antänds med gnistor som bildas av metall som gnids mot en speciell tändsten när användaren aktiverar enheten. Vissa tändare nyttjar istället mineral som möjliggör piezoelektrisk tändning eller är helt elektroniska och drivs av ett uppladdningsbart batteri.
Tändaren används ofta för att tända cigaretter med och har därför även kommit att kallas ”cigarettändare”. 

## Historik

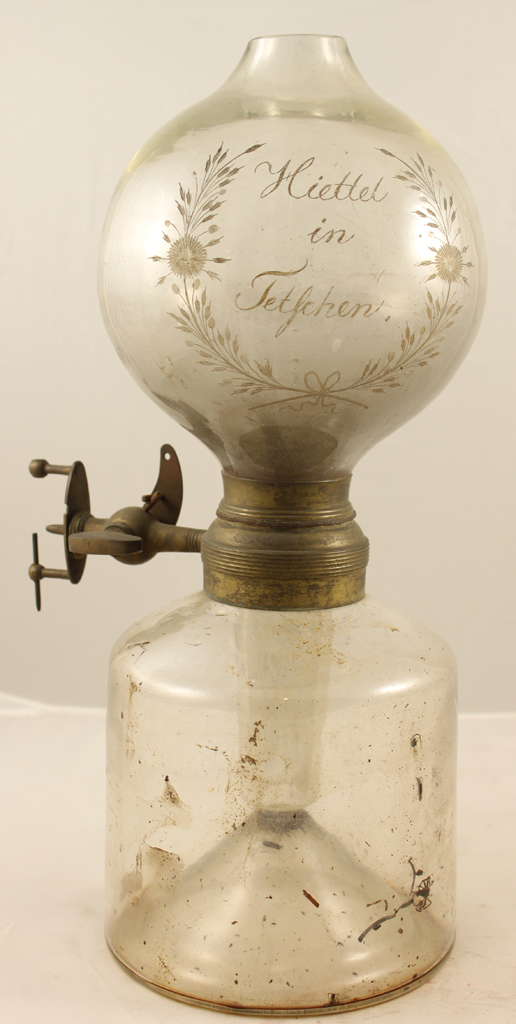
En Döbereiner-lampa.

### 1800-talet
Tändaren konstruerades och slog igenom före tändstickan. De första tändarna var flintlåspistoler som byggde på det urgamla sättet att antända brännbart material genom att slå flinta mot järn. En av de allra första pistoler som byggdes om till tändare konstruerades av den tyske kemisten Johann Wolfgang Döbereiner 1823 och kallades Döbereiners lampa, eftersom den i huvudsak användes för att ge ljus. Tändaren åstadkom eld genom att producera vätgas och låta denna passera platinametall. Platinan fungerade som katalysator och den stora mängd värme och ljus som skapades antände vätgasen. Processen var effektiv, men anordningen som krävdes var stor och reaktionen var förstås farlig.
De första ”alltändartändstickorna” togs fram av den engelske kemisten John Walker 1826-1827 och var början till en konkurrens med tändarna som tändstickan skulle komma att vinna klart.
Döbereiners tändare producerades fram till 1880 när flera nya, betydligt ofarligare och mera lätthanterliga konstruktioner konkurrerade ut den. Tändare börjar förses med ”stubintråd”, ett förstadium till den senare så vanliga veken.

### 1900-talet och framåt

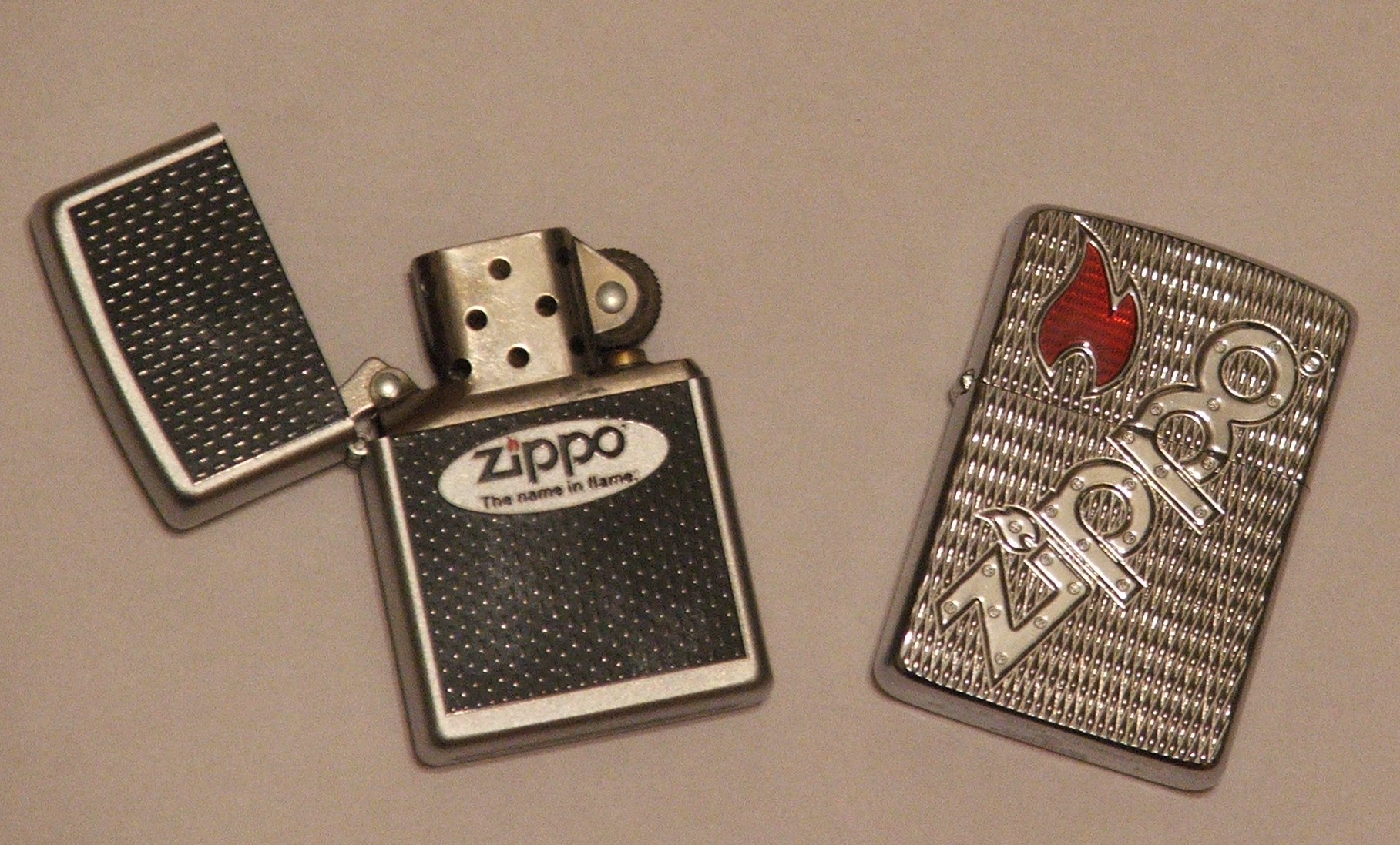
Två Zippo-tändare, en öppen och en stängd.

Patenteringen av auermetall eller ferrocerium, 1903, gjorde de moderna tändarna möjliga. Uppfinnaren var den österrikiske kemisten Carl Auer von Welsbach. När auermetallen, som är en legering mellan järn och cerium skrapas, skapas stora gnistor. Tändstenar av auermetall förmår tända flera olika slags bränslen och är tillräckligt billigt att tillverka för att kunna användas även till engångständare.
1911 presenterades den automatiska tändaren, som hade bensin eller metanol som bränsle. Den tändes när man tryckte ner en knapp. Flera konkurrerande modeller kom ut på marknaden ungefär samtidigt. Den amerikanska företaget Ronson släppte sin Pist-O-Liter 1910, som producerade gnistor från tändstenen, men ingen låga och följde upp 1913 med sin första riktiga ”Ronson-tändare”, kallad "Wonderlite". Den var av typen “evighetständsticka”. Dessa s. k. automatiska tändare behövde dock släckas manuellt och oftast föras tillbaka i tändningsläge manuellt.
Vid första världskriget avstannade utvecklingen av tändare. Istället tillverkades glödande trätändare. På grund av prickskyttar ville inte soldater i skyttegravarna använda tändare med flamma. Utvecklingen återupptogs efter krigets slut.
Den första riktigt automatiska tändaren var Ronsons 'Banjo', som kom 1926. Beskrivningen löd ”Tryck för att tända, släpp för att släcka.”.
Den första zippotändaren producerades i början av 1933 av företaget Zippo Manufacturing Company som grundats av George G. Blaisdell 1932. Zippo-tändaren fick ett gott mottagande för sin tillförlitlighet och marknadsförde sig på ett sätt som Gore-Tex senare skulle efterlikna – man gav en livstidsgaranti ("Life Time Warranty") och påstod att produkten var vindtålig ("Wind-Proof"). Patent för grundkonstruktionen beviljades 1936 Zippo åtog sig att reparera trasiga tändare och lämna tillbaka dem inom 48 timmar, med meddelandet ”Tack för att vi fick förtroendet att ”serva” er tändare. 
I slutet av 1940-talet utvecklades gaständaren. Den första modellen var en fransktillverkad bordständare, som presenterades i juni 1947 av företaget Flaminair. Den hade en separat behållare för bränslet. Gaständarna hade flera konkurrensfördelar framför tidigare tändare, bland annat behövde inte tändarens veke bytas ut längre.
En teknologi som utvecklades efter första världskriget var piezoelektriciteten. Upptäckten gjordes redan på 1880-talet, men den fulla vidden av fenomenet gjordes av franska vetenskapsmän först 1917. Piezoelektricitet kom i bruk för tändare genom företaget Ronson, som blev först med modeller som använde piezoelektricitet för att skapa en elektrisk gnista. Detta skedde på 1950-talet.
Den första engångständaren kallades Round Stick och var tillverkad av ett överskottslager av läppstiftshylsor. Den kom i produktion 1961 och ungefär samtidigt introducerade det franska företaget sin modell Cricket.
Under 1980-talet lanserades elektroniska tändare. Dessa bygger ofta på samma funktion som tändaren i en bil, med en tunn glödtråd som börjar glöda när tändaren aktiveras och en USB-kontakt för laddning i USB-port.
På 2000-talet tillverkas flertalet tändare i USA, Kina och Thailand och är av typen engångständare. Bic som är största tillverkaren av tändare hävdar att årsförsäljningen är nästan 1,5 miljarder tändare.

## Bränslen
En rad olika bränslen till tändare har provats. Vätgas, som var det första bränslet, i Döbereiner-lamporna, övergavs snart, eftersom det var såväl svårhanterligt, brandfarligt som explosivt. Metanol förekommer som bränsle i en rad olika tändarkonstruktioner, men vanligast är bensin och ”gas”.
Bensin och andra petroleumprodukter (fotogen var ett vanligt bränsle under tändarnas barndom) kom tidigt i produktion, de ger en säker tändning men också besvärande doft eftersom bränslet konstant avdunstar.
Med gas, i gaständare, avses kondenserade kolväten. Begreppet gaständare är något oegentligt, men anspelar på kolväten som är gasformiga vid atmosfäriskt tryck, framför allt propan och butan. Gaständarna utvecklades på 1940-talet. Fördelarna i förhållande till tidigare bränslen var åtminstone att den besvärande bensinlukten försvann, och att gaslågan både var lättare att reglera och brinner utan veke.

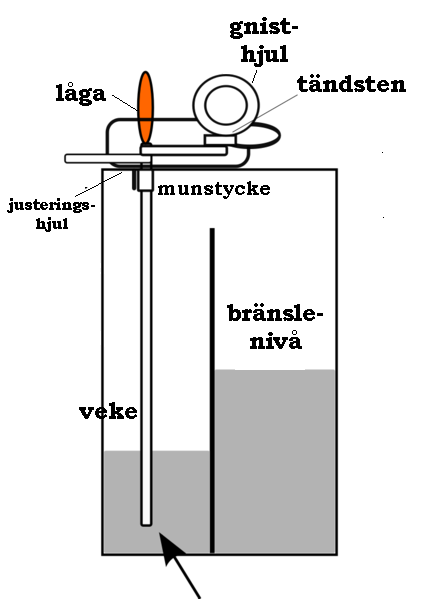
Schematisk bild på tändare med veke.

## Typer av tändare

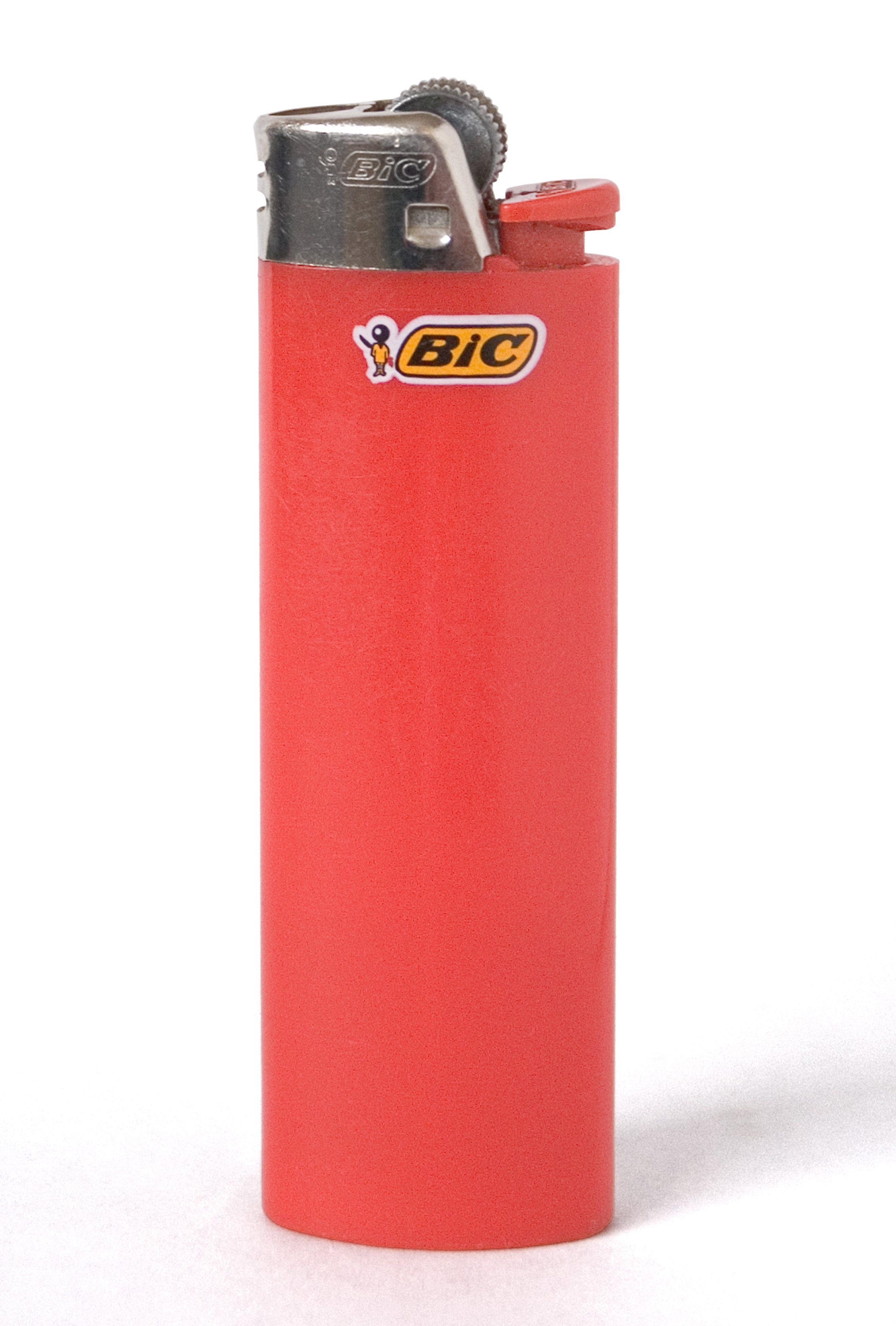
En engångständare av märket Bic. Denna modell kallas lika ofta cigarettändare, eftersom den är väl förknippad med cigarrettändning.

### Gaständare

#### Engångständare
”Engångständare” är billiga, massproducerade tändare för 1 500–3 000 tändningar och torde numera vara den vanligaste typen av tändare. Engångständaren kan inte fyllas på med nytt bränsle.

#### Stormtändare
På dessa är gasmunstycket utformat enligt Bernoullis ekvation så att utflödet sker med större hastighet (men samma tryck!) jämfört med vanliga tändare. Detta ger en spetsig låga, helt blå till färgen, som med sina c:a 1300 °C är betydligt hetare och med sin högre, riktade strömningshastighet är betydligt mindre känslig för vind. Tändmekanismen är så gott som uteslutande piezoelektrisk.

### Bensintändare
Bland bensintändarna intar Zippotändaren en särställning. Den har vid det här laget tillverkats i mer än 400 miljoner exemplar och är något av tändarnas ”Rolls Royce”.

### Evighetständsticka

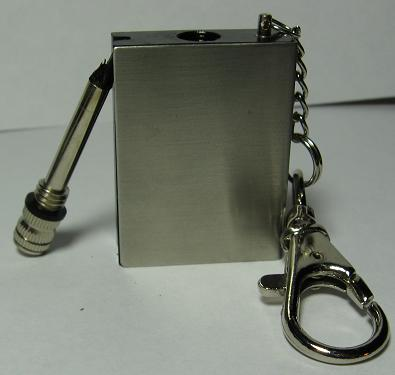
En “evighetständsticka” med “metalltändstickan" lutad mot höljet.

Den vanliga typen av ”evighetständsticka” (engelska “permanent match” eller “everlasting match”) består av ett metallhölje fyllt med lacknafta och en metallstav som fungerar som både slagstift och veke. Metallstaven förvaras fastskruvad i bränslebehållarens hölje.
Den bränslemättade metallstaven skruvas loss och repas mot en tändsten på utsidan för att skapa gnistan. Metallstavens veke fattar eld och får metallstaven att fungera på samma sätt som en tändsticka. Vekens eld släcks genom att staven stoppas tillbaka i bränslebehållaren, där den suger upp nytt bränsle inför nästa användning.

### Tändare utan öppen låga
Tändare utan öppen låga (engelska flameless lighter) är ett alternativ för den som vill slippa öppen låga. Denna typ av tändare har en spiral eller ett element som värms upp så att det glöder. Den fungerar givetvis var som helst, men är utformad för miljöer där tändstickor och konventionella tändare inte är tillåtna, till exempel i fängelser, vissa sjukhus och militäranläggningar, liksom platser där petroleumprodukter hanteras.
Inte alla tändare som sorterar i den här kategorin saknar öppen låga. I vissa fall är lågan endast osynlig. Det kan därför vara värt att prova att tända ett papper med tändaren. Om pappret är lätt att tända har förmodligen tändaren en osynlig, men öppen låga och bör hanteras därefter.
Tändaren utan öppen låga är en brittisk uppfinning av bröderna Douglas och David Hammond som registrerades 1966 under namnet "Ciglow".

### Katalytisk tändare
Katalytiska tändare har metanol eller denaturerad sprit som bränsle och en tunn platinatråd som fungerar som katalysator och värms upp i närvaron av spritångorna och ger upphov till lågan. Denna typ av tändare bygger på den katalytiska process som Döbereiner upptäckte 1823. Platina är en ädel metall som står emot korrosion bra. Då och då kan istället tråden kapslas in. Till skötseln av katalytiska tändare hör därför att ibland bränna platinatråden så att dess katalytiska förmåga kan behålla sin funktion.

### Tändare i bilar
Bilar var tidigare ofta försedda med cigarettändare. Dessa består av en resistor som värms när elektrisk ström flyter genom den, ungefär som en brödrost. Cigarettändaruttaget kan därför också användas för att ansluta andra apparater med passande kontakt.
De första cigarettändarna i bilar lanserades 1925-1926. Den typ av cigarettändaruttag som bilar är utrustade med idag utvecklades 1956.

## Lagstiftning
Från och med den 11 mars 2008 är det förbjudet att sälja eller på annat sätt tillhandahålla engångständare som saknar barnsäkerhetsspärr inom EU.

## Tändningen

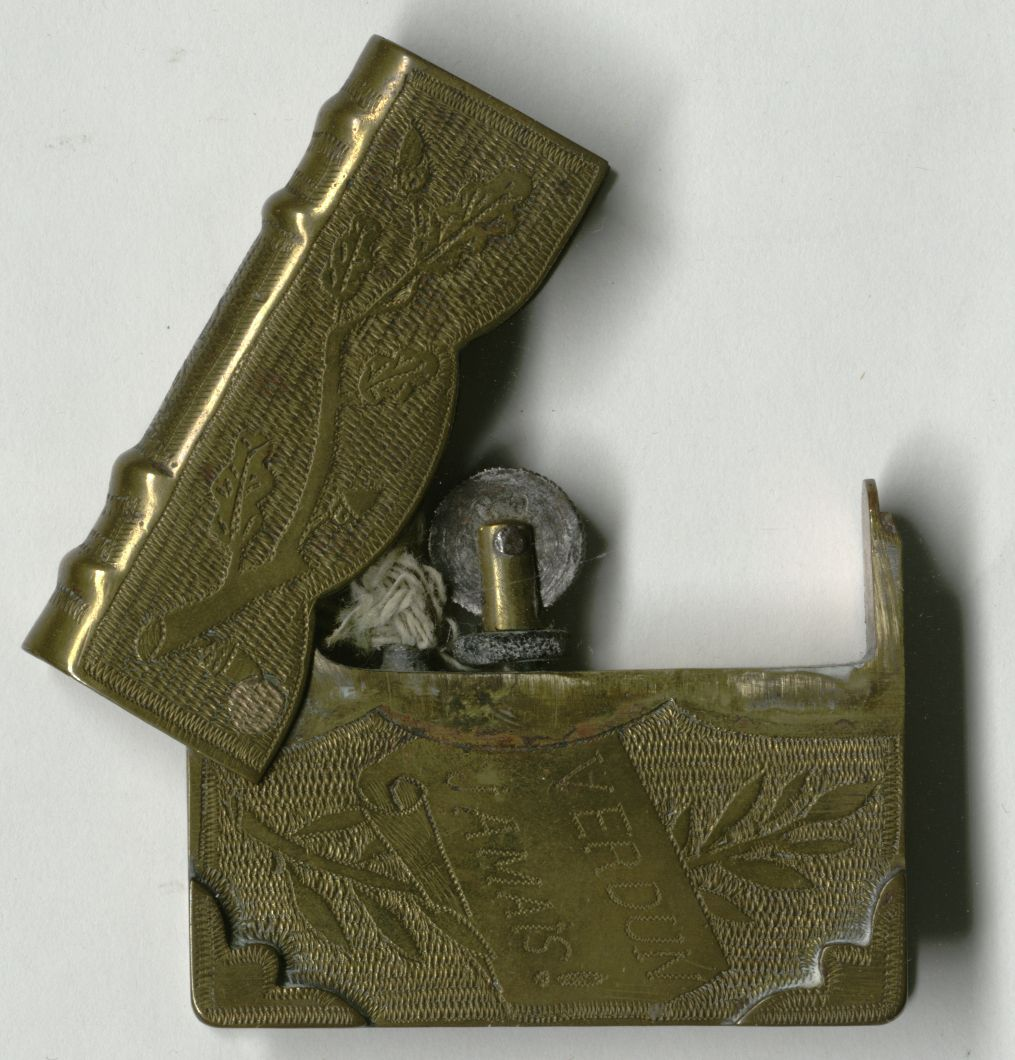
En tändare från första världskriget, från slaget vid Verdun 1916.

I en tändare förs bensin till brännarmunstycket medelst veke, medan kondenserade kolväten, som är gasformiga vid atmosfärstryck (därav den oegentliga benämningen ”gaständare”), passerar en, eventuellt reglerbar, reduceringsventil. Bensinångan respektive gasen antänds av glödande filspån av auermetall (en järn–ceriumlegering), av elgnista eller – mera sällan – av en elektrisk glödtråd.

## Tändstickskungen Kreuger
Den svenske tändstickskungen Ivar Kreuger bar faktiskt aldrig på tändstickor. ”En kung bär inte sin spira med sig”, kommenterade han. Han menade att tändstickan var symbolen för hans regering. Kreuger bar istället en dyrbar bensintändare.